# Karl Nikolas Fraas
Karl Nikolas Fraas (Rattelsdorf, 8 settembre 1810 – Baviera, 9 novembre 1875) è stato un agronomo e botanico tedesco.

## Biografia
Dopo aver ricevuto la sua formazione preliminare presso il ginnasio di Bamberga, entrò nel 1830 nell'Università di Monaco, dove prese il dottorato nel 1834. Dopo aver dedicato grande attenzione allo studio della botanica, si recò ad Atene, nel 1835, come ispettore del giardino nazionale di Atene; e nel mese di aprile 1836 divenne professore di botanica presso l'Università di Atene. Nel 1842 tornò in Germania e diventò docente presso la scuola agricola centrale di Schleißheim. Nel 1847 fu nominato professore di agricoltura a Monaco di Baviera, e nel 1851 direttore del collegio veterinario centrale. Per molti anni fu segretario della Società Agraria di Baviera, ma si dimise nel 1861. Morì nella sua tenuta di Neufreimann, nei pressi di Monaco di Baviera.

## Opere
- Synopsis plantarum florae classicae (Munich, 1845);
- Klima und Pflanzenwelt in der Zeit (Landshut, 1847);
- Historisch-encyklopädischer Grundriß der Landwirthschaftslehre (Stuttgart, 1848);
- Geschichte der Landwirthschaft (Prague, 1851);
- Die Schule des Landbaues (Munich, 1852);
- Baierns Rinderrassen (Munich, 1853);
- Die künstliche Fischerzeugung (Munich, 1854);
- Die Natur der Landwirthschaft (Munich, 1857);
- Buch der Natur fur Landwirthe (Munich, 1860);
- Die Ackerbaukrisen und ihre Heilmittel (Munich, 1866);
- Das Wurzelleben der Cultur-pflanzen (Berlin, 1872); and
- Geschichte der Landbau und Forstwissenschaft seit dem 16 Jahrh. (Munich, 1865).